# Војничка улица (Сомбор)
| Улица Војничка  | Улица Војничка      |
| --------------- | ------------------- |
|                 |                     |
| Почетак         | Улица Стапарски пут |
| Крај            | Улица Спортска      |
| Дужина          | око 340 m           |
| Ширина          | 12 до 15 m          |
| Створена        |                     |
| Названа         |                     |
| Стари називи    | Хајдучка            |
|                 |                     |
|                 |                     |
| Поглед на улицу |                     |

Улица Војничка је једна од градских улица у Сомбору, седишту Западнобачког управног округа. Протеже се правцем који повезује Улицу Стапарски пут и Улицу Спортску. Дужина улице је око 340 м.

## Назив улице
У прошлости се улица звала Хајдучка.

## Суседне улице
- Улица Стапарски пут
- Улица Мите Поповића
- Улица Алексе Шантића
- Улица Фрушкогорска
- Улица Бранислава Нушића
- Улица Спортска

## Војничком улицом
Улица Војничка је улица која је до пре неколико година била са приземним кућама и једном зградом старије градње. Сада се у другом делу улице на месту старијих кућа граде стамбене зграде, али је улица и даље једна од мирнијих улица у Сомбору. 
На броју 22 послује фирма "Аутоелектроника", преко пута ње је Кафана, "Кујничица" угоститељска радња, а у новосаграђеној згради на броју 19 налази се предузеће "Балкан ехпрес 2003" и то су једина три објекта која немају стамбену функцију у улици.